# 雙帶擬雀鯛
雙帶擬雀鯛，為鱸形目鱸亞目擬雀鯛科的其中一種，為熱帶海水魚，分布於印度西太平洋區，從菲律賓、印尼至澳洲北部、所羅門群島、帛琉海域，深度2-38公尺，本魚體延長，體深色，中間具有一白色寬橫帶，延伸至尾鰭，頭部略帶淡黃色至淡棕色，背鰭硬棘3枚、背鰭軟條25-27枚、臀鰭硬棘3枚、臀鰭軟條14枚，體長可達12公分，棲息在珊瑚生長茂密且有遮蔽的礁坡，生活習性不明。

## 擴展閱讀
維基物種上的相關：雙帶擬雀鯛